# Guides de Buffy contre les vampires

Cette liste présente les guides, à la fois officiels et non officiels, utilisés comme sources d'informations et d'opinions au sujet des séries télévisées Buffy contre les vampires et Angel. 

## Guides officiels

### Watcher's Guides
Les guides officiels de Buffy contre les vampires comprennent un guide des épisodes, avec notamment des morceaux de scripts qui n'ont finalement pas été tournés, des biographies et interviews des acteurs, producteurs et scénaristes, des listes de démons, des informations sur la musique, des photos, des citations etc. Le volume 1 présente les épisodes des saisons 1 et 2, le volume 2 ceux des saisons 3 et 4, et le volume 3 ceux des saisons 5, 6 et 7.
| Contenu Vol. 1      | Description                                   |
| ------------------- | --------------------------------------------- |
| Mythology of Buffy  | Mythologie autour des tueuses et des vampires |
| Sunnydale Guidebook | Un guide de Sunnydale                         |
| Character Guide     | Un guide des principaux personnages           |
| Episode Guide       | Guide de la saison 1 et de la saison 2        |
| Monster Guide       | Profil des démons principaux                  |
| Bloodlust           | Les histoires d'amour de la série             |
| Behind the Scenes   | Interviews d'acteurs et membres de l'équipe   |
| Music               | Informations sur les chansons principales     |

| Contenu Vol. 2              | Description                                       |
| --------------------------- | ------------------------------------------------- |
| Buffyverse: Character Guide | Profil des personnages principaux                 |
| Buffyverse: The Pain        | Les histoires d'amour et les ruptures à Sunnydale |
| Episode Guide               | Guide de la saison 3 et de la saison 4            |
| Cast Profiles               | Profil des acteurs principaux                     |
| Creating Buffy              | Interviews d'acteurs et membres de l'équipe       |
| Bands of Buffy              | Interviews de groupes étant apparus dans la série |
| Merchandising               | Guide des produits dérivés                        |

| Auteurs                | Essais du Vol. 3                                                                  |
| ---------------------- | --------------------------------------------------------------------------------- |
| Ginger Buchanan        | The Journey of Jonathan Levinson                                                  |
| Hank Wagner            | The Family Hour                                                                   |
| Rob Francis            | Buffy from a British perspective                                                  |
| Mary Elizabeth Hart    | Slaying the Big Lies: Love conquers all, and other monstrous myths                |
| Allie Costa            | A Part of Something, or Buffy the Vampire Slayer: My First Long-Term Relationship |
| Scott et Denise Cienin | I Know You Are, but Who Am I?: Dawn                                               |
| Charles De Lint        | Why I Like Buffy                                                                  |
| James Moore            | Monsters Made to Order                                                            |
| Paul Ruditis           | Restless: A Path to Premonitions                                                  |
| Micol Ostlow           | Chosen: A Postmodern Postmortem of Buffy as a Contemporary Icon                   |

### Casefiles
Les guides officiels d'Angel ont un contenu similaire à celui des Watchers Guides. Le volume 1 présente les épisodes des saisons 1 et 2, et le volume 2 ceux des saisons 3 et 4.

## Guides non officiels
Ces guides ne sont pas sous licence 20th Century Fox en tant que produits de merchandising officiels de Buffy ou d'Angel.

### Keith Topping
Keith Topping a écrit plusieurs guides non officiels de séries télévisées, notamment sur X-Files et Chapeau melon et bottes de cuir. Ses guides sur Buffy et Angel étudient de façon analytique chaque épisode en mettant l'accent sur des détails qui sont passés inaperçus pour la plupart des téléspectateurs. 

#### Slayer
La première édition de Slayer, guide non officiel de Buffy contre les vampires, est parue en décembre 1999 et présentait les trois premières saisons de la série. D'autres éditions ont suivi, la plus récente étant Complete Slayer, qui inclut des informations sur les sept saisons de la série. Pour chaque épisode, Topping inclut des commentaires sur les séquences oniriques, les personnages, les problèmes de Buffy avec l'autorité, les aspects de la vie familiale (notamment les relations entre Buffy et Joyce Summers), la mode, les références culturelles, la mesquinerie des personnages féminins, les meilleures scènes d'action et de comédie, le langage et la mauvaise conduites des adolescents, les gaffes et erreurs de continuité, la perception du Royaume-Uni et des Britanniques, et les meilleurs dialogues. 

#### Hollywood Vampire
Hollywood Vampire, guide non officiel d'Angel, a également connu plusieurs éditions, la plus complète étant celle de février 2004 qui inclut les saisons 1 à 4. Hollywood Vampire: The Apocalypse, paru en mai 2005, est un guide de 228 pages sur la saison 5. Pour chaque épisode, Topping inclut des commentaires reprenant à quelques différences près le modèle de ceux de Slayer.   

### Nikki Stafford
Nikki Stafford a écrit des guides non officiels sur Buffy (Bite Me) et Angel (Once Bitten).

#### Bite Me
L'édition la plus complète de Bite Me est celle de décembre 2007 qui inclut un guide des épisodes de toutes les saisons de Buffy. Cette édition comprend également l'historique de la production de la série et une biographie des acteurs principaux.

#### Once Bitten
Once Bitten est un guide des saisons 1 à 5 de la série Angel. Il contient un guide de tous les épisodes, un historique de la production de la série, une liste des sites web consacrés aux deux séries et un article sur la façon dont Buffy et Angel sont perçus dans les milieux universitaires.  

### Dusted
Dusted est un guide non officiel comprenant des commentaires sur tous les épisodes de Buffy contre les vampires ainsi que sur les comics et romans antérieurs à 2003.

### The Girl's Got Bite
The Girl's Got Bite est un guide non officiel de Buffy contre les vampires s'arrêtant à la moitié de la saison 7 et comprenant un guide des épisodes, les biographies des acteurs principaux et des anecdotes sur la série.